# Reftarıdil Kadın
Reftarıdil Kadınefendi (en turco otomano: رفتاردل قادین, "resurrección", 5 de junio de 1838 - 3 de marzo de 1936) fue la esposa del sultán Murad V del Imperio Otomano.
El título completo era: Devletlu İsmetlu Ikinci Reftarıdil Kadın Efendi Hazretleri

## Vida
Reftarıdil nació el 5 de junio de 1838 en el norte del Cáucaso y era miembro de una noble circasiana-abkaziana de la familia Hatko. Su familia vivía en el Mar Negro. Reftarıdil y sus dos hermanas Terandil Hanim y Ceylanyar Hanim, quienes también fueron entregadas al palacio con ella y luego se casaron con otros altos funcionarios. Era una mujer hermosa de piel rosada, con grandes ojos azules, nariz recta y cara redonda. También era honesta y buena.
Pronto fue notada por Şehzade Murad y el 4 de febrero de 1859 en el Palacio de Dolmabahçe. Reftaridil dio a luz a dos hijos, Şehzade Mehmed Selaheddin 1861 y Şehzade Süleyman en 1866, quienes murieron en la infancia. Recibió el título de "Segunda Esposa" el 30 de mayo de 1876, cuando su marido ascendió al trono como sultán Murad V.
Después de la abdicación de su esposo en 1904, ella y otros miembros de la familia de Murad fueron encarcelados en el Palacio de Ortaköy. En 1910, su hijo, el Şehzade Mehmed Selaheddin, compró una mansión en Ortaköy. Tenía una sobrina, Cemile Dilberistan Hanimefendi, que se casó con su hijo, Şehzade Mehmed Selaheddin.
Reftarıdil murió el 3 de marzo de 1936 en el Palacio de Ortaköy a la edad de 97 años.